# Josep Maria Planes i Martí
Josep Maria Planes i Martí (Manresa, 31 de gener de 1907 - Barcelona, 24 d'agost de 1936) fou un periodista català, pioner del periodisme d'investigació a Catalunya. També va escriure i estrenar obres i traduccions de teatre.

## Biografia
Planes va començar la seva carrera periodística en publicacions locals i a partir de l'any 1929 va escriure a La Nau, Mirador i La Publicitat, entre altres publicacions. Fou director de la històrica revista satírica El Be Negre durant tota la seva curta trajectòria.
El seu llenguatge denota una clara preocupació perquè el lector l'entengui. Les seves obres més destacades són els dos reculls de cròniques de Nits de Barcelona i Gàngsters de Barcelona, una sèrie d'articles en què denunciava les connexions de la Federació Anarquista Ibèrica (FAI) amb el pistolerisme i la delinqüència comuna que havia assassinat els germans Josep i Miquel Badia.
En el marc de la revolució social espanyola de 1936, una patrulla de milicians de la FAI va trobar-lo en un pis del carrer de Muntaner de Barcelona que li havia trobat la poeta Mercè Devesa, aleshores companya del seu amic Josep Maria de Sagarra, en el qual s'havia amagat. L'escamot el va detindre, el va portar a la carretera de la Rabassada i al capvespre li va disparar set trets de pistola al cap. El seu amic Avel·lí Artís-Gener en va reconèixer el cadàver a l'Hospital Clínic.

## Obra dramàtica
- El faquir Bengapur, original d'Eulton Cursler i Lowel Brantano. Traducció de Josep Maria Planes. Estrenada al Teatre Romea l'11 de desembre de 1929.
- L'home que s'havia de morir, estrenada al Teatre Novetats el 4 d'abril de 1930.
- Qui l'ha vist i qui el veu, estrenada al Teatre Novetats el 6 de desembre de 1930.
- El crit del carrer, original de Raymond Massy. Traducció de Josep Maria Planes. Estrenada al Teatre Romea el 12 de febrer de 1932.
- Un dinar fred, estrenada al Teatre Romea el 8 de març de 1932.
- Amor, estrenada al Teatre Romea, el 7 de gener de 1933.